# Sarka Ghāt
Sarka Ghāt är en ort i Indien.   Den ligger i distriktet Mandi och delstaten Himachal Pradesh, i den norra delen av landet, 300 km norr om huvudstaden New Delhi. Sarka Ghāt ligger 958 meter över havet och antalet invånare är 3 944.
Terrängen runt Sarka Ghāt är varierad, och sluttar västerut. Runt Sarka Ghāt är det tätbefolkat, med 286 invånare per kvadratkilometer. Närmaste större samhälle är Mandi, 18,7 km öster om Sarka Ghāt. I omgivningarna runt Sarka Ghāt växer huvudsakligen savannskog.